# Виттлин, Юзеф
Юзеф Виттлин (пол. Józef Wittlin, 17 августа 1896, с. Дмитров близ Радехова, Галиция, тогда Австро-Венгрия — 28 февраля 1976, Нью-Йорк) — польский поэт, прозаик, эссеист, переводчик.

## Биография
Из еврейской семьи. Вместе с родителями переехал во Львов, где в 1906—1914 учился в классической гимназии. Дебютировал в 1912 в гимназической газете стихами, посвященными 100-летию Зыгмунта Красинского. В 1915 перебрался в Вену, где начал учёбу на философском факультете университета. Вошел в литературные круги, познакомился с Карлом Краусом, Рильке, Йозефом Ротом. В 1916 вступил в австрийскую армию, но из-за слабого здоровья не участвовал в боевых действиях, в основном служил переводчиком. Работал над переводом Одиссеи, начатым ещё в гимназии.
После войны в 1918 вернулся во Львов. Преподавал в частных гимназиях. В 1920—1922 был близок к журналу польских экспрессионистов Здруй. В 1922 переехал в Лодзь, заведовал литературной частью в городском театре, вел театральную хронику в прессе. В 1925—1926 как государственный стипендиат путешествовал по Италии, собирал материал для книги о Святом Франциске. В 1927 приехал в Варшаву, сблизился с кругом журнала Скамандр. В 1929—1932 жил во Франции, собирал материал для пацифистского романа о Первой мировой войне Соль земли. Начало Второй мировой войны также застало его во Франции. В 1940 при поддержке немецкого писателя Германа Кестена вместе с семьей выехал в Португалию, а в 1941 — в США.
В Нью-Йорке занимался журналистикой. После войны его произведения несколько лет публиковались в Польше, но в 1952 он начал работать на радио Свободная Европа, а в 1956 опубликовал запрет на публикации на родине. В 1976 подписал Письмо 59-ти, в котором польские интеллектуалы протестовали против изменений в Конституции страны, усиливавших идеологический контроль над обществом и культурой.

## Творчество
Из прозаических сочинений Виттлина наиболее известен роман Соль земли, получивший в Польше несколько наград, переведенный на многие языки и номинировавшийся на Нобелевскую премию.
Среди переводов Виттлина — Эпос о Гильгамеше, гомеровская Одиссея (премия польского ПЕН-Клуба), романы Йозефа Рота, Степной волк Гессе, стихотворения Мигеля Эрнандеса, Франсиско Бринеса, Сальваторе Квазимодо, Уильяма Карлоса Уильямса, У. Х. Одена.

## Книги
- Гимны/ Hymny, стихотворения (1920)
- Война, мир и душа поэта/ Wojna, pokój i dusza poety, эссе (1925)
- Из воспоминаний бывшего пацифиста/ Ze wspomnień byłego pacyfisty (1929)
- Этапы/ Etapy, путевые заметки (1933)
- Соль земли/ Sól ziemi, первый роман задуманной трилогии «История многострадального пехотинца» (1935)
- Мой Львов/ Mój Lwów. Архивировано 7 октября 2011 года., воспоминания (1946)
- Орфей в преисподней XX века/ Orfeusz w piekle XX wieku, эссе (1963)
- Стихи/ Poezje (1978, посмертно)
- Pisma pośmiertne i inne eseje (1991)

## Публикации на русском языке
- Повесть о многострадальном пехотинце. Часть 1. Соль земли/ Перевод с польского Е. Троповского. Ленинград: Государственное издательство «Художественная литература», 1937

## Признание и наследие
В 1994 о писателе снят документальный фильм Орфей в преисподней XX века.